# Baksariya
Baksariya (tiếng Ả Rập: بكسريا) là một ngôi làng Syria nằm ở Bidama Nahiyah thuộc huyện Jisr al-Shughur, Idlib. Theo Cục Thống kê Trung ương Syria (CBS), Baksariya có dân số 732 người trong cuộc điều tra dân số năm 2004.